# Noveleta (Filipinas)
Noveleta es un municipio filipino en la provincia de Cavite.

## Barangayes
Noveleta se divide políticamente a 16 barangayes, que contiene de capitán de barangay.
- Magdiwang: Dennis Baquiran
- Población: Erwin Álvarez
- Salcedo I: Teodorico Gómez
- San Antonio I: Benjamin Ledesma
- San Juan I: Elvira Magat
- San Rafael I: Susanito Molina
- San Rafael II: Hernan Álvarez
- San José I: Jaminar Angkico
- Santa Rosa I: Gloria Fernández
- Salcedo II: Antonio Camantigue
- San Antonio II:  Emilito Lontoc
- San José II: Ronel Lamit
- San Juan II: Emiliano Cate
- San Rafael III: Jessie Dela Paz
- San Rafael IV: Renielito Castro
- Santa Rosa II: Wilfredo Aquino

- Datos: Q63096
- Multimedia: Noveleta / Q63096

1. ↑  Worldpostalcodes.org, código postal n.º 4105.